# Pekalangan (Tenggarang)
Pekalangan is een bestuurslaag in het regentschap Bondowoso van de provincie Oost-Java, Indonesië. Pekalangan telt 3542 inwoners (volkstelling 2010).